# (10377) Kilimanjaro
(10377) Kilimanjaro est un astéroïde de la ceinture principale.

## Description
(10377) Kilimanjaro est un astéroïde de la ceinture principale. Il fut découvert le 14 juillet 1996 à La Silla par Eric Walter Elst. Il présente une orbite caractérisée par un demi-grand axe de 3,23 UA, une excentricité de 0,16 et une inclinaison de 1,9° par rapport à l'écliptique.

## Compléments